# Jens Christian Skou

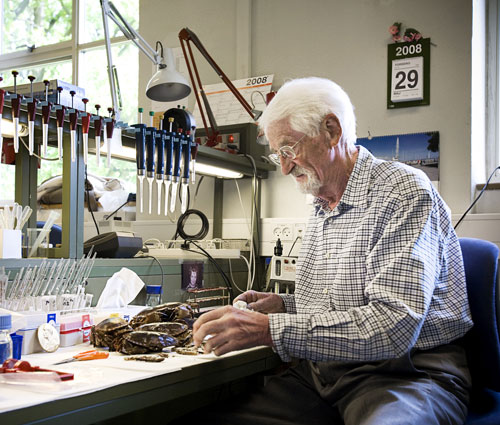
Jens Christian Skou, 2008

Jens Christian Skou (* 8. Oktober 1918 in Lemvig; † 28. Mai 2018 in Risskov bei Aarhus) war ein dänischer Mediziner und Biophysiker. Er erhielt 1997 gemeinsam mit John Ernest Walker und Paul Delos Boyer für seine Arbeiten am Adenosintriphosphat (ATP) und die Entdeckung der Natrium-Kalium-Ionenpumpe den Nobelpreis für Chemie.

## Leben
Jens Christian Skou wurde am 5. Oktober 1918 als ältestes Kind der Familie Magnus Martines Skou und seiner Ehefrau Ane-Margarethe Skou in Lemvig in Westjütland geboren. Sein Vater leitete ein eigenes Unternehmen im Bereich des Holz- und Kohlehandels. Die Grundschule besuchte Jens Christian in Lemvig und wechselte dann 1933 an das Gymnasium in Haslev. Seine Lieblingsfächer waren die naturwissenschaftlichen Themen und die Mathematik. Sportlich war er sehr interessiert und betrieb mit Begeisterung Scouting. Als er seine Abiturprüfungen 1937 ablegte, hatte er noch keine klaren Vorstellungen zu seinem späteren Beruf. In den Ferien nach dem Schulabschluss lernte er beim Tennisspiel einen Medizinstudenten kennen, der ihn für den Beruf des Arztes begeisterte. Ende August entschied er sich für das Studium der Medizin und begann bereits 2 Tage später an der Universität mit dem Studiengang. Er studierte Medizin an der Universität in Kopenhagen und schloss sein Studium 1944 mit dem Master ab. Danach praktizierte er, um seine medizinische Ausbildung weiter zu vertiefen, in den Kliniken in Hjørring und Aarhus. Bereits in dieser Zeit arbeitete er an seiner Dissertation zum Thema der betäubenden und toxischen Wirkungsmechanismen bei Lokalanästhesien. Von 1947 bis 1954 war er als Assistenz-Professor am Institut für Physiologie der Universität in Aarhus tätig. Um finanziell unabhängiger zu sein arbeitete er zusätzlich ab 1949 als Notarzt. Seine Promotion legte er 1954 am gleichen Institut ab. In den Jahren von 1954 bis 1963 war er Außerordentlicher Professor am Institut für Physiologie der Universität in Aarhus. In den 1950er Jahren suchte er in seiner Forschungstätigkeit nach einem Enzym in der Zellmembran, das den Abbau von ATP vornimmt. Dabei stieß Skou auf ein Transportenzym, welches den Transport von Substanzen durch die Zellmembran bewirkt und dabei zugleich ATP verbraucht. Diese Substanz nannte er Kalium-Natrium-ATPase. Später konnte er nachweisen, dass bei diesen Transportvorgängen ATP enzymatisch abgebaut wird und während dieses Prozesses in Adenosindiphosphat (ADP) und ein Phosphation zerlegt wird. Seit den 1960er Jahren baute Jens Christian Skou über den Besuch von Kongressen, die Teilnahme an internationalen Wissenschaftsforen seine Kontakte zu anderen internationalen Wissenschafts- und Forschungseinrichtungen der Medizin auf. 1963 wurde er an derselben Universität zum Professor für Physiologie berufen. Diese internationale Zusammenarbeit setzte er auch in den 1970er Jahren weiter fort und konzentrierte sich dabei noch intensiver auf Themen, die im Zusammenhang mit dem Natrium-Kalium-ATPase-Komplex standen. Er beauftragte weitere Forscher mit Teiluntersuchungen und führte ein Forscherteam zu diesem Themenkomplex. 1973 nahm er an einem internationalen Treffen von Spezialisten dieses Forschungskomplexes in New York teil. 1977 wurde an der Universität Aarhus der Lehrstuhl für Biophysik aufgebaut, deren Leitung Skou bis zu seiner Emeritierung 1988 innehatte. Danach beschäftigte er sich nun intensiver, ohne die zusätzlichen Belastungen durch die Leitungs- und Lehrtätigkeit mit der Untersuchung kinetischer Modelle für die Gesamtreaktion der Natrium-Kalium-Pumpe.
Während eines eigenen Krankenhausaufenthaltes hatte er seine spätere Ehefrau Ellen Margarethe Nielsen kennengelernt, die auf dieser Station eine Schwesternausbildung absolvierte. Nach Abschluss dieser Ausbildung heirateten sie 1948. Ihre erste Tochter wurde 1950 geboren, die aber auf Grund einer schweren Erkrankung nur 1½ Jahre lebte. Aus der Ehe gingen zwei weitere Töchter, Hanne (geb. 1952) und Karen (geb. 1954) hervor. 1957 kaufte sich die Familie ein Haus in Risskov, in der Nähe von Aarhus und baute dort ihren Lebensmittelpunkt auf.
Ab 1977 war er Mitglied der Deutschen Akademie der Naturforscher Leopoldina, seit 2008 Nationale Akademie der Wissenschaften. 1988 wurde er in die National Academy of Sciences (Foreign Associate) und 1999 in die American Academy of Arts and Sciences gewählt. Ab 1993 war er ordentliches Mitglied der Academia Europaea.

## Werk
Wie seine Kollegen Boyer und Walker beschäftigte sich Jens Christian Skou vor allem mit Enzymen, die die Arbeit des Adenosintriphosphat (ATP), des Hauptenergielieferanten im Metabolismus der Organismen, katalysieren. Er konzentrierte sich dabei vor allem auf den Abbau des ATP, während Boyer und Walker sich mit der Synthese des ATP durch das Enzym ATP-Synthase befassten.
Bereits in den 1950er Jahren suchte Skou nach einem Enzym in der Zellmembran von Nervenzellen, das den Abbau des ATP vornimmt. Dabei stieß er auf ein Transportenzym, welches den Transport von Substanzen durch die Zellmembran bewirkt und dabei ATP verbraucht. Er benannte es als Kalium-Natrium-ATPase, da es die Ionen des Kalium und des Natrium transportierte und auf diese Weise für ein stabiles Ruhemembranpotenzial der Zellen sorgt. Er konnte zeigen, dass bei diesen Transportvorgängen ATP enzymatisch abgebaut wird und dabei in Adenosindiphosphat (ADP) und ein Phosphation zerlegt wird.
Für die Entdeckung der „Natrium-Kalium-Pumpe“ erhielt er 1997 gemeinsam mit den Forschern John Ernest Walker (Großbritannien) und Paul Delos Boyer (USA) den Nobelpreis. Jens Christian Skou forschte vor allem zum Abbau des ATP. Dabei entdeckte er, dass zwischen dem Zellinnenraum und dem Außenraum ein Konzentrationsgefälle besteht, das für viele Prozesse der Zelle notwendig ist. Es diffundieren jedoch ständig Natriumionen ins Zellinnere, wodurch es auf Dauer zu einem Spannungsausgleich zwischen dem Zellinneren und dem Äußeren kommen würde. Bei gleicher Spannung zwischen Innen und Außen ist jedoch die Weiterleitung eines elektrischen Reizes unmöglich. Die Natrium-Kalium-Pumpe hält das Konzentrationsgefälle zwischen Innenraum und Außenraum aufrecht. Das Enzym (Na+/Ka+-ATPase), so seine Entdeckung, ermöglicht den Transport von drei positiv geladenen Natrium-ionen aus der Zelle heraus und zwei positiv geladenen Kalium-ionen in die Zelle hinein und sichert so die unterschiedliche Verteilung. Bei diesem Prozess wird ATP in Adenosindiphosphat und Phosphat zerlegt.
Das Enzym isolierte Skou aus den Nervenzellmembranen von Krebsen. Dabei klärte er durch seine Forschung die Grundlagen des Enzymmechanismus auf. Dieser Mechanismus ist wichtig, um die Zellvolumina aufrechtzuerhalten. Auftretende Defekte bei der Natrium-Kalium-Pumpe können die Ursache für Epilepsien sein.